# Chátzon
Chátzon (em grego: Χάτζων; m. 615) foi um chefe eslavo ("exarca dos esclavenos [έξαρχος Σκλαβίνων] segundo fontes gregas) que, segundo o Livro II dos Milagres de São Demétrio, liderou uma coalizão de tribos eslavas para atacar a cidade bizantina de Salonica em 615. Os eslavos, com suas famílias, acamparam diante dos muros da cidade e também lançaram um ataque marítimo, embora o último falhou devido a uma tempestade (atribuída pelos bizantinos à intervenção de São Demétrio).
Logo depois, Chátzon recebeu permissão para entrar na cidade durante as negociações, porém, uma multidão urbana se revoltou pelas mães daqueles que morreram durante o cerco e mataram-o, apesar da tentativa dos chefes locais para escondê-lo. Depois disso, os eslavos pediram a ajuda dos ávaros, resultando no cerco de um mês da cidade em 617/618.